# Дом Суренов
Дом Суренов, или Сурены (парф. 𐭎𐭅𐭓𐭉𐭍 Surēn; пехл. 𐭮𐭥𐭫𐭩𐭭) — один из двух парфянских благородных семей, упомянутых по имени в источниках, относящихся к Аршакидскому периоду.

## История
Глава Дома Суренов имел честь короновать первого Парфянского шаха в III веке до н. э., основав таким образом традицию, которая была продолжена его потомками. После разгрома Аршакидов и последующего возвышения Сасанидов в III веке н. э. Сурены перешли на сторону персов и стали служить уже им, получив при их дворе звание одного из так называемых «Семи великих домов Парфии». Последним упомянутым отпрыском семьи был военный командир на территории Северного Китая в IX веке.
Вероятно, что Сурены были землевладельцами в Сакастане, области между Арахозией и Дрангианой в современном юго-восточном Иране. Сурены по-видимому, управляли Систаном (который получил своё название от «Сакастан» и занимал когда-то гораздо большую область, чем сегодняшняя провинция) как своей личной вотчиной.
Эрнст Герцфельд считал, что индо-парфянская династия, основанная Гондофаром, представляла Дом Суренов. Другие известные члены семьи включают в себя Сурену, парфянского полководца I века до н. э., Григория Просветителя, христианизатора Армении, а также и Чихор-Вишнаспа, марзпана Сасанидской Армении VI века н. э., пытавшегося установить в стране зороастризм. Михр-Нарсе, вузург-фрамадар четырёх сасанидских шахов, также был из Дома Суренов.